# Paracaesio gonzalesi
Paracaesio gonzalesi is een straalvinnige vis uit de familie van snappers (Lutjanidae) en behoort derhalve tot de orde van baarsachtigen (Perciformes). De vis kan een lengte bereiken van 42 centimeter. 

## Leefomgeving
Paracaesio gonzalesi is een zoutwatervis. De vis prefereert een tropisch klimaat en leeft hoofdzakelijk in de Grote Oceaan. De diepteverspreiding is 140 tot 250 meter onder het wateroppervlak. 

## Relatie tot de mens
Paracaesio gonzalesi is voor de visserij van beperkt commercieel belang. In de hengelsport wordt er weinig op de vis gejaagd. 